# Chiesa di Santa Maria delle Grazie (Ischia)
La chiesa di Santa Maria delle Grazie (popolarmente nota con il titolo di Sant'Antonio alla Mandra) è situata nel comune di Ischia e, più precisamente, in località "La Mandra", così denominata perché vi stanziavano le greggi.
Nella chiesa è sepolto il corpo del diacono sant'Esuperanzio (o Essuperanzio), che morì martire a Spoleto nel 303, sotto Massimino. Il corpo del santo, trasferito nel convento dalle Clarisse nel 1810, fu rinvenuto nel cimitero paleocristiano di Roma e fu inizialmente portato sul Castello Aragonese, nel 1649, dove fu posto sotto l'altare della cappella delle monache, all'interno di una preziosa urna.
Dal 30 settembre 2003 è custodito il corpo di San Giovan Giuseppe della Croce, fino ad allora situato nel complesso di Santa Lucia Vergine al Monte a Napoli, dove morì nel 1734.

## Storia
Secondo gli storici francescani la chiesa, con il convento Sant'Antonio annesso, sarebbe stata fondata nel 1225, ancora vivente san Francesco.
La struttura fu eretta dai superstiti di una terribile epidemia, i quali, in segno di devozione, chiamarono nell'isola i frati minori e costruirono il complesso.

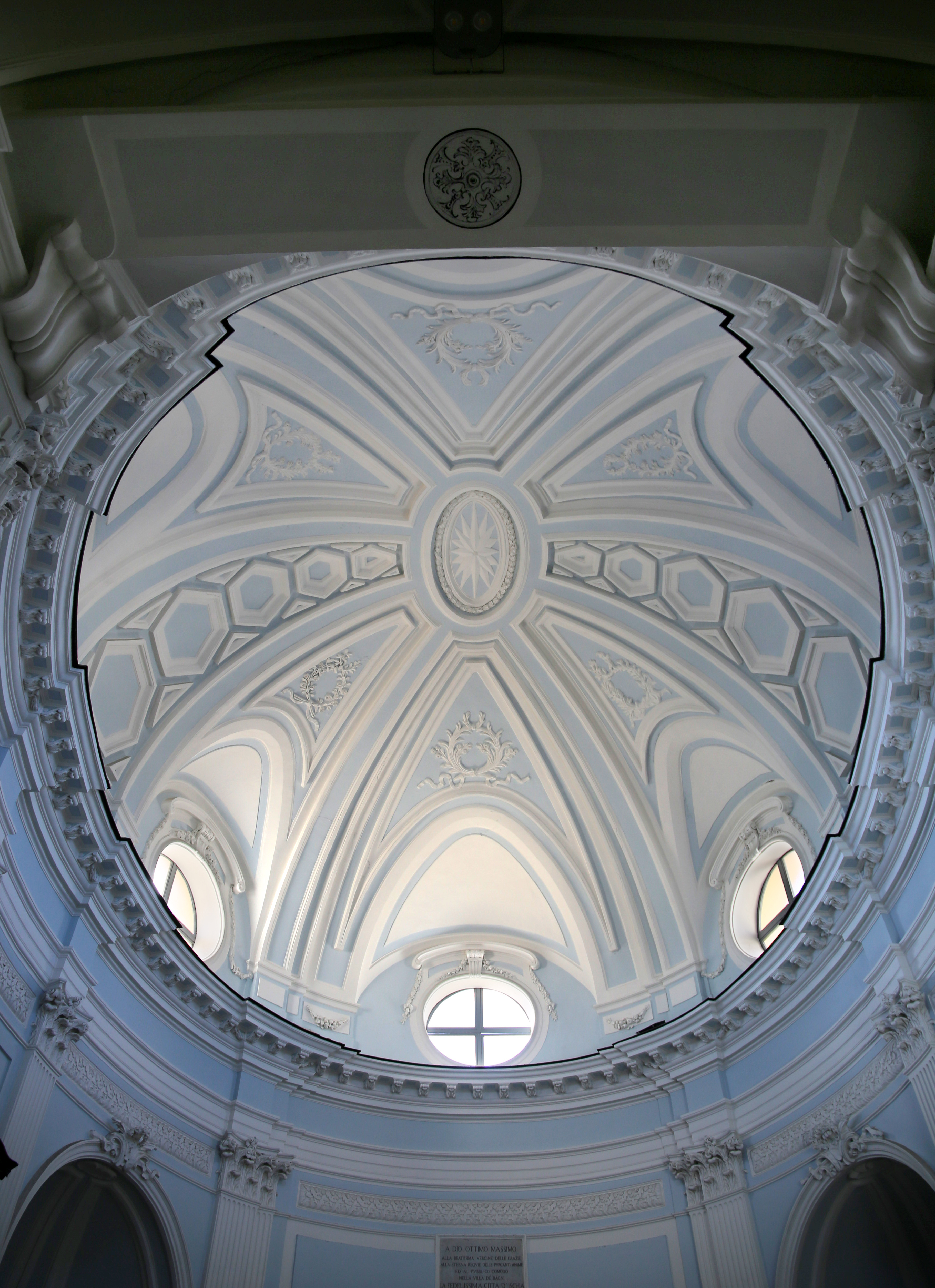
La cupola

Nel 1301 la lava vulcanica, uscita dai fianchi dei monti della zona di Fiaiano, seppellì la chiesa e il piccolo convento, ma gli ischitani, per devozione a san Francesco, fecero ricostruire il complesso. Nelle varie suddivisioni interne dell'Ordine francescano, la chiesa fu affidata ai Conventuali.
Nel 1740 nella chiesa furono eseguiti, ad opera di frate Garofalo, ampi lavori di restauro, completati nel 1773, che diedero all'edificio l'attuale aspetto barocco.

## Descrizione
Alla chiesa si accede mediante due rampe di scale che insieme creano una forma semicircolare. La facciata, delimitata da due paraste corinzie, presenta, nella parte inferiore, una profonda arcata centrale con, ai lati, due piccole finestre modellate a serliana, che introduce in un piccolo nartece e, nella parte superiore, una finestra di forma quadrangolare.
L'interno presenta tre navate divise con pilastri, che si concludono formando ampi archi. La volta a botte del soffitto è sormontata da una piccola cupola, alloggiata all'incrocio della navata con il transetto. Nel presbiterio è presente l'altare maggiore in marmi policromi del 1740; su di esso è posto un dipinto raffigurante la Madonna col Bambino, incoronata da due putti, con a destra santa Chiara ed a sinistra san Francesco, opera di Andrea Vaccaro o della sua scuola, mentre sulla sua parete destra trova posto una tela raffigurante un'Estasi di san Giuseppe da Copertino, opera del pittore Alfonso Di Spigna.